# Nannocampus lindemanensis
Nannocampus lindemanensis är en fiskart som först beskrevs av Gilbert Percy Whitley 1948.  Nannocampus lindemanensis ingår i släktet Nannocampus och familjen kantnålsfiskar. Inga underarter finns listade i Catalogue of Life.